# 机甲大师 (动画)
《機甲大師》（Robomaster：The Animated Series）是一部中日合拍的电视动画。动画制作由日本的DandeLion和GONZO，出品方（製作）由中国的大疆创新负责。

## 摘要
以中国举办的「全國大學生機器人大賽」为背景，讲述参加大赛学生的故事。

## 登场人物
方单单（配音：苏尚卿（中）、山下大辉（日））
郑准（配音：刘明月（中）、梅原裕一郎（日））
萧若涵（配音：幽舞越山（中）、Lynn（日））
小爱（配音：沈念如（中）、大久保瑠美（日））
王俊（配音：Slayerboom（中）、落合福嗣（日））
孟一奇（配音：郭盛（中）、武内骏辅（日））
卡特琳娜（配音：洛如菲（中）、青木瑠璃子（日））
李云腾（配音：王晨光（中）、木村昴（日））
老王（配音：李銚（中）、滨野大辉（日））
乔叔（配音：陳思宇（中）、梅津秀行（日））

## 電視動畫

### 主题曲
片头曲《super nova》
填詞：福山沙織，作曲：成田旬，主唱：KENN
片尾曲
日本版《Higher Maker》
作曲、編曲：StarvingTrancer，填詞、主唱：福山沙织
中国版《你》
作词：苏朵，作曲：苏朵、王凯、石亮，制作・编曲：欧阳尹路 / 王凯，演唱：GALA乐队

### 各話列表
| 話數      | 分鏡     | 演出                  | 作畫監督                                                        |
| --------- | -------- | --------------------- | --------------------------------------------------------------- |
| episode 1 | 山本靖貴 | 吉川志我津            | 南伸一郎、高崎美里、鍔淵和彦                                    |
| episode 2 | 山本靖貴 | 鳥羽聰                | 谷口繁則、松原一之                                              |
| episode 3 | 迫井政行 | 井之川慎太郎          | 瀧澤淳、lee jung kwon song min ju、park eri                     |
| episode 4 | 山本靖貴 | 鳥羽聰                | 鈴木彩子、吉岡佳廣 松原一之、鰐淵和彦 嘉村弘之、大石美繪 、葵玲 |
| episode 5 | 小寺勝之 | 長尾聰浩 井之川慎太郎 | 瀧澤淳、Lee Jung Kwon Song Min Ju、Park Eri                     |
| episode 6 | 山本靖貴 | 山本靖貴              | 鈴木光、加藤壮                                                  |